# Alosa vistonica
Alosa vistonica (griechisch Θρίτσα, Thritsa; Placka recká) ist ein Fisch aus der Familie Alosidae. Sie ist endemisch in einem einzigen flachen See, dem Vistonida-See in Griechenland. Aufgrund der zunehmenden Verschmutzung und Versalzung des Sees und der Zerstörung der Laichplätze ist die Art vom Aussterben bedroht (critically endangered, CR) wenn nicht sogar schon ausgestorben.

## Merkmale
A. vistonica hat die typische, seitlich abgeflachte, etwas hochrückigere Gestalt der Süßwasserheringe und wird maximal 17 cm lang (?). Der Körper ist von relativ großen Rundschuppen bedeckt. Der Oberkiefer ist mittig gekerbt, der Unterkiefer reicht bis zum hinteren Augenrand. Das Pflugscharbein ist bezahnt. Die Kieferzähne sind gut entwickelt. Die Anzahl der Kiemenreusenstrahlen liegt bei 78 bis 97.